# Kirill Gerassimenko
Kirill Gerassimenko, né le 18 décembre 1996 à Astana, est un pongiste kazakhstanais. Il est quintuple champion en simple du Kazakshtan et compte trois participations aux JO. Il est parfois surnommé "Kirill the Thrill" ("Kirill la sensation") ou, plus rarement, "Kirill the Chill" ("Kirill la détente", pour son comportement calme et son expression faciale relativement impassible) par les commentateurs anglophones.

## Biographie
Ses différentes performances sur la scène internationale sont le résultat des années de développement du tennis de table dans son pays.
Il participe à ses premiers Jeux olympiques d'été en 2016. Il se qualifie à nouveau pour ceux de 2020.
Il se fait remarquer à l'Open de République tchèque de 2016 en battant la tête de série no 1 Kenta Matsudaira.
Son premier résultat probant est une demi-finale perdue contre Quadri Aruna en 2017 à l'Open de Pologne. Puis il remporte l'Open de Hongrie en simple dans la catégorie des moins de 21 ans. Il s'impose en finale contre Can Akkuzu par 3 sets à 2,. C'est le premier titre du Kazakhstan sur le circuit mondial de l'ITTF World Tour depuis sa création.
Il gagne l'Open d'Espagne de 2020 après sa victoire en finale contre l'allemand Benedikt Duda.
En 2021, il remporte l'Open ITTF du Kazakhstan. Il perd également en finale du WTT Contender de Lasko contre le chinois Liang Jingkun.
Il est sacré cinq fois champion du Kazakhstan en simple.
En octobre 2023, au WTT Feeder de Otocec, il s'adjuge son premier titre sur ce nouveau circuit international. Il s'impose par 3 sets à 1 en finale contre le roumain Ovidiu Ionescu.
Il bat en janvier 2023 le portugais João Monteiro par 3 sets à 2 en final du WTT Feeder de Corpus Christi.
Il est sponsorisé par la marque Butterfly. Il est le 76e joueur mondial en septembre 2023. Son meilleur classement a été la 33e place mondiale qu'il a atteint en novembre 2018.
Il atteint les 8èmes de finale aux Jeux Olympiques de Paris 2024, en battant notamment Dang Qiu, alors 11ème mondial. Il est éliminé 4 sets à 2 par Omar Assar.

## Parcours en club
Il a joué en 2019 dans la ligue indienne de l'UTT pour le club de Mumbai,. La même année il signe pour le club allemand du Werder de Brême qui évolue en Bundesliga.
Il renouvelle son contrat avec ce club pour la saison 2023-2024. En parallèle, il signe pour le club indien des Bengaluru Smashers,.

## Vie privée
Il est marié.